# Задора, Пиа
Пи́а Задо́ра (англ. Pia Zadora), настоящее имя — Пи́а Альфре́да Шипа́ни (англ. Pia Alfreda Schipani; 4 мая 1954, Хобокен, Нью-Джерси, США) — американская актриса и певица. Она известна благодаря ролям в фильмах «Бабочка» (1981) и «Одинокая леди» (1982), обе роли принесли ей антипремию «Золотая малина» за худшую женскую роль. Задора затем выиграла «Золотую малину» как худшая актриса десятилетия.
Роль в «Бабочка» также принесла Задоре «Золотой глобус» как лучшей новой актрисе, что стало следствием большого скандала и даже последующего упразднения категории премии. Позже выяснилось, что награду ей купил её тогдашний муж, бизнесмен Мешулам Риклис. После провала с актёрской карьерой Задора стала певицей, выпустив несколько альбомов и синглов, попавших в чарты Billboard.

## Личная жизнь
Пиа Альфреда Шипани родилась в Хобокене (штат Нью-Джерси, США) в семье скрипача-итальянца Альфонса Шипани и руководителя театрального гардероба на Бродвее польки Сатурнины Шипани (в девичестве Задоровски). Пиа взяла фамилию Задора для псевдонима в честь части девичьей фамилии её матери.

### Браки
В 1977—1995 года Задора была замужем за бизнесменом Мешуламом Риклисом (1923—2019). В этом браке Задора родила своего первого и второго детей — дочь Кэйди Задору Риклис (род.01.01.1985) и сына Кристофера Бэрзи Риклиса (род.02.03.1987).
В 1995—2001 года Задора была замужем за кинорежиссёром и сценаристом Джонатаном Кауфером (род.1955). В этом браке Задора родила своего третьего ребёнка — сына Джордана Максуэлла Кауфера (род.13.04.1997). С 2005 года она замужем в третий раз за детективом Майклом Джеффрисом.

### Проблемы с законом
1 июля 2013 года Задора была арестована по обвинению в домашнем насилии около 11-ти часов утра у себя дома в Лас-Вегасе после вызова полиции её семьёй около 4-х часов утра того же дня.

## Избранная фильмография
| Год  |   | Русское название                    | Оригинальное название             | Роль                |
| ---- | - | ----------------------------------- | --------------------------------- | ------------------- |
| 1964 | ф | Санта Клаус завоёвывает марсиан     | Santa Claus Conquers the Martians | Гирмар              |
| 1983 | ф | Одинокая леди                       | The Lonely Lady                   | Джерили Рэндолл     |
| 1988 | ф | Лак для волос                       | Hairspray                         | детка               |
| 1989 | ф | Рота Беверли-Хиллз                  | Troop Beverly Hills               | Пиа Задора          |
| 1994 | ф | Голый пистолет 33⅓: Последний выпад | Naked Gun 33⅓: The Final Insult   | Пиа Задора          |
| 1999 | с | Фрейзер                             | Frasier                           | Джилл (озвучивание) |